# Gymnoleon dentatus
Gymnoleon dentatus är en insektsart som beskrevs av Navás 1923. Gymnoleon dentatus ingår i släktet Gymnoleon och familjen myrlejonsländor. Inga underarter finns listade i Catalogue of Life.